# Daniel Johan Zander
Daniel Johan Zander, född 25 mars 1685 i Bützow, död 9 september 1762 i Stockholm, var en svensk militär.
Daniel Johan Zander var son till postdirektören Paschen Zander. Han blev volontär vid hertig Fredrik Vilhelm av Mecklenburg-Schwerins trupper 1702, blev senare underofficer där och fänrik i nederländsk tjänst 1706, där han tjänstgjorde som brigadadjutant under greven av Nassau och deltog i slaget vid slaget vid Ramillies samt belägringarna av Menningen, Ath och Ostende. Zander blev löjtnant i svensk tjänst vid överste Breitholtz' infanteriregemente 1707, löjtnant vid verdiska regementet 1710, kapten där 1712, major samt flygeladjutant hos Carl Gustaf Dücker 1714. Han blev generaladjutant av flygeln 1715, adlades samma år och tog introduktion 1719 tillsammans med sin 1718 adlade bror. Zander blev överste av kavalleriet och generaladjutant i armén 1717. Efter Karl XII:s död förordnades Zander till generaladjutant hos prins Fredrik av Hessen och deltog i striden vid Södra Stäket (1719). Han blev 1730 överste och var 1730–1747 chef för garnisonsregementet i Göteborg, blev överkommendant i Göteborg 1731, generalmajor av infanteriet 1741 samt förordnades  1743 till befälhavare över den i Bohuslän sammandragna armén. Han utsågs till president i Krigskollegium 1751. Zander gavs av 1762 års riksdag löfte om presidentslönen som pension jämte ackord, när han tog avsked. Han blev 1748 kommendör av Svärdsorden samt 1755 riddare och kommendör av Kungl. Maj:ts Orden.